# Амельон, Губерт Паскаль
Губерт Паскаль Амельон или Юбер Паскаль Амейлон (фр. Hubert-Pascal Ameilhon; 1730-1811) — французский учёный библиотекарь, известный своими исследованиями по истории Египта.
Амельон Губерт Паскаль родился 7 апреля 1730 года в столице Франции городе Париже.
Амельон работал в библиотеке своего родного города Bibliothèque historique de la ville de Paris. В 1766 году он опубликовал историю торговли и мореплавания в эпоху египетской династии Птолемеи. Его работы были очень высоко оцененены во французской Академии надписей и изящной словесности, и уже два года спустя Амельон Губерт Паскаль становится её членом. В течение нескольких лет он был редактором «Suite de la Clef, ou Journal historique sur les matières du temps», затем с 1778 по 1781 год редактором журнала сельского хозяйства, торговли, искусства и финансов. За эту свою деятельность, Амельон был также избран членом Académie d'agriculture de France.
Начиная с 1799 года и до самой смерти Амельон возглавлял Bibliothèque de l'Arsenal.
Амельон Губерт Паскаль скончался в 1811 году в Париже.